# Kampfgeschwader 1
1-ша бомбардувальна ескадра «Гінденбург» (нім. Kampfgeschwader 1 „Hindenburg“ (KG 1) — бомбардувальна ескадра Люфтваффе за часів Другої світової війни. Частина брала участь у більшості військових кампаній та битв на Європейському театрі війни, починаючи з вторгнення вермахту до Польщі й до розформування у серпні 1944 року. Основним завданням ескадри було проведення стратегічного бомбардування, безпосередня підтримка наземних військ на полі бою, боротьба з кораблями та суднами противника тощо. На озброєнні ескадри KG 1 перебував середній бомбардувальник Heinkel He 111, а пізніше важкий бомбардувальник Heinkel He 177.

## Історія з'єднання
1-ша бомбардувальна ескадра «Гінденбург» (KG 1) була сформована на основі штабу KG 152 «Гінденбург» у Нойбранденбурзі 1 травня 1939 року. Генерал-майор Ульріх Кесслер був її першим командиром. Ескадра отримала назву на честь померлого генерал-фельдмаршала Пауля фон Гінденбурга. Емблемою підрозділу було призначено родинний герб Гінденбургів.
I./KG 1 було сформовано з IV./KG 152 у Кольберзі. Авіагрупа отримала на озброєння середній бомбардувальник Heinkel He 111. Першою партією літаків були варіанти «Е» з традиційною ступінчастою кабіною, на відміну від загальновизнаної безступінчастої кабіни пізніших моделей «He 111P» і «H». Першим командиром групи був призначений оберстлейтенант Роберт Краус.
II./KG 1 було сформовано з розформованої I./KG 152 у Бреслау-Шенгартен (сьогодні Вроцлавський аеропорт) 18 вересня 1939 року, коли війна в Європі вже почалася. Оберстлейтенант Бенно Кош був її першим командиром.
1 грудня 1939 року особовий склад І. і ІІ. груп був виділений для заснування III./KG 1. Майор Отто Шнелле став першим командиром цієї групи.
Штаб/KG 1 був підпорядкований 2-й авіаційній дивізії 4-го повітряного флоту генерала Александра Лера й дислокувався у Кольберзі. I. група, озброєна He 111E також перебувала у Кольберзі й підпорядковувалася Леру. 14 вересня 1939 року обидва підрозділи було передано до 1-ї авіаційної дивізії 1-го повітряного флоту під керівництво Альберта Кессельрінга. В їх складі перебувало 47 He 111, з яких 41 був боєготовим.

### Польська кампанія
KG 1 базувалася на узбережжі Балтійського моря. Основним завданням ескадри була підтримка наземних військ вторгнення 4-ї армії в «польський коридор», при захопленні Гдині та допомога 3-й армії, що наступала зі Східної Пруссії для знищення армії «Помор'я».
1 вересня 1939 року розпочалася операція «Вайс», напад вермахту на Польщу. Люфтваффе планувало масштабну повітряну атаку на Варшаву під кодовою назвою операція «Вассерканте», а також знищення польських Повітряних сил на землі. Після скарг Генерального штабу вермахту план було переглянуто. 4-му повітряному флоту заважав сильний туман, який вкрив його аеродроми того ранку. Незважаючи на це, I./KG 1 були однією з чотирьох груп, які злетіли вчасно. Група завдала ударів по аеродромах у Пуцьку, Румі та Торуні. Її пілоти також бомбардували сили польської армії в Косьцежині та Старогарді Гданському. 3 вересня польські сили в Бидгощі та Данцигу також зазнали бомбардувань. Ціллю ймовірно була залізнична станція Бидгощ-Головна. 3 вересня KG 1 атакував польський флот на підтримку Крігсмаріне. Взаємодіючи з I. і II./StG 2, IV(St.)/LG 1, 3./KüFlGr 706 і 4.(St)/TrGr 186, ескадра бомбила базу морської авіації «Діон», міноносець «Мазур», тендер «Нурек», пошкодивши «Вихор» і мінний загороджувач «Гриф», які пізніше були добиті 4.(St)/TrGr 186.
4 вересня польські об'єкти в регіонах Торунь і Бидгощ були знову атаковані, і група перемістилася до Цитена, Бранденбург, пізніше того ж дня. Зі своєї нової оперативної бази вона виконувала місії з блокування залізниці на північний схід від Варшави 5 вересня та Кутно наступного дня. 8 вересня були відправлені місії з блокування дорожнього та залізничного транспорту вздовж лінії Рава-Руська. 8 вересня пілоти ескадри повернулися до Шонгартена і з 8 по 12 вересня атакували цілі на схід від Вісли. Разом з II./KG 26, I./KG 53 та I./KG 2 вона бомбила Ілжу, намагаючись завдати максимального збитку зосередженим силам польської армії «Прусси», а також діяла в битві під Радомом. Всупереч запереченням Лера використовувалися запальні бомби, а не фугасні бомби.
KG 1 також бомбардувала зосередження польських військ у битві на Бзурі. 13 вересня Пйонтек став мішенню KG 1. 14 вересня KG 1 було передано під командування Бруно Лерцера, а 1-ша авіаційна дивізія під командування 1-го повітряного флоту для підтримки атак 14-ї армії на півдні Польщі разом з KG 26 і KG 55. 15 вересня KG 1 розбомбила залізничні колії поблизу Ковеля, а потім перемістилася до Кросно. 16 вересня 1939 року її пілоти здійснили останні зареєстровані вильоти проти залізничного сполучення між Ковелем і Луцьком. Група була виведена з операції не пізніше 21 вересня.

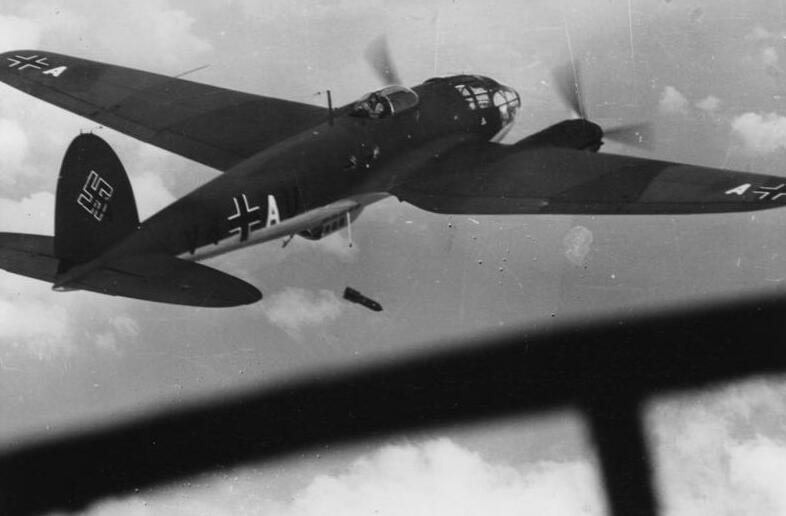
Heinkel He 111 KG 1 під час бомбардування Польщі. 1939

### Дивна війна
Період Дивної війни I./KG 1 провела у тренуваннях. 16 жовтня 1939 року її перекинули на авіабазу Фасберг та 10 листопада в Гіссен. Підрозділ було перейменовано на III./KG 26. У той час I./KG 1 замінив 1./KG 4, який почав тренуватися для виконання завдань повітряного постачання. I./KG 1 розпочала навчання 10 лютого. Переорієнтація на мінування відбулася через те, що Гітлер відмовив Герману Герінгу атакувати порти на Британських островах, доки той не реалізує план «Гельб». Натомість Гітлер видав Директиву № 9, яка передбачала атаки на британські морські комунікації. Люфтваффе було зосереджено на постановках мінних загороджень до початку сухопутного наступу. 2-га ескадрилья пізніше була розгорнута в Нордгаузені. З 25 березня 1940 року I. група почала розкидати пропагандистські листівки над східною Францією.
21 вересня II. група перемістилася до Нойбранденбурга, а 1 жовтня — до Дельменгорста. До квітня 1940 року вона продовжувала навчання. З 16 жовтня 1939 року її перебазували в Люнебург. Принаймні з 20 квітня 1940 року її льотчики почали розвідку та розкидання листівок над Францією. Після ненадовго переміщення до Ерфурта, 9 травня 1940 року авіагрупа переїхала до Кірторфа/Гіссена. III./KG 1 провела зиму 1939–40 рр. у підготовки до наступної кампанії. 2 лютого 1940 року авіагрупа перемістилася до Нордгаузена, де набула повної бойової спроможності. З 20 квітня 1940 року її пілоти також здійснювали нічні вильоти, розвідку та розкидання листівок над східною Францією.

### Французька кампанія
Напередодні початку операції «Гельб» 10 травня 1940 року, KG 1 було передано зі складу IV повітряного корпусу, в якому перебувала ескадра з 10 листопада 1939 року, I повітряному корпусу, підпорядкованого 1-му повітряному флоту. На момент початку вторгнення, на базі Гіссен було три з п'яти бомбардувальників He 111H штабу/KG 1. I. авіагрупа мала у строю 25 боєготових «Гейнкелів» з 35, II./KG 1 у Кірторфі мала у своєму розпорядженні 23 з 35, і III. група в Еттінггаузені 27 справних бомбардувальників із 33. Усі три авіагрупи мали варіант «H» літака.
Вранці 10 травня 1940 року за планом операції «Гельб» розпочалося німецьке вторгнення до Нижніх країн та Франції. I./KG 1 злетів і атакував аеродроми Ла-Фер і Ам'єн-Глізі. Авіагрупа також бомбардувала залізничні станції в Бомон-Амель у Франції та Філіпвіль у Бельгії. II./KG 1 розбомбила чотири аеродроми: Камбре-Нірні, Льєж, Альберт-Пікардія та Валансьєнн-Денен. III./KG 1 атакувала ті самі цілі та авіазавод поблизу Альберта. 60-е крило британських Королівських повітряних сил вступило в бій з III./KG 1 і заявило про збиття трьох німецьких бомбардувальників. 6. і 7. «штаффелі» втратили по одному бомбардувальнику з екіпажами від протидії 61-го британського крила. Атака III./KG 1 на фабрику Potez поблизу Альберта була зустрінута Hawker Hurricane, і 607-ма ескадрилья збила ще три бомбардувальники противника. Німецькі записи зафіксували збиття п'яти своїх літаків III. групи 10 травня, ще два були серйозно пошкоджені. Два повних екіпажі загинули, один потрапив у полон. Найбільшою втратою став майор Шнелле. Літак командира авіаційної групи був збитий і розбився за дві милі на схід від Сен-Кантена. В подальшому I./KG 1 здійснювала інші вильоти в район Гент-Брюссель-Антверпен, де втратила ще один бомбардувальник. З 11 по 16 травня основним завданням авіагрупи була підтримка 4-ї армії генерал-полковника Гюнтера фон Клюге, що наступала на півдні Бельгії.
На цьому етапі вторгнення II. група підтримувала просування 4-ї армії. Основними завданнями було забезпечення повітряного прикриття просування наземних військ у долину Луари, удари по зосередженнях танків французьких та британських військ та бомбардування залізничних об'єктів вздовж лінії просування. 20 травня група передислокувалася на аеродром до Кельн-Буцвайлергоф. II./KG 1 діяла над Камбре 17 і 18 травня. I. і II групи почали нічні атаки на Булонь у битві за Булонь. Усі три групи здійснювали бомбардування та виконували розвідувальні місії в ході битв за Кале та за Дюнкерк. З 21 травня 1940 року пілоти KG 1 розпочали операції з блокування оточених сил противника з моря, щоб запобігти евакуації англо-французького контингенту з Дюнкерка. 27 травня, в перший повний день евакуації, KG 1 бомбардував східний мол разом з льотчиками KG 54, які ймовірно, потопили 8000-тонний пароплав ВМС Франції «Аден».
3 червня 1940 року II./KG 1 і III./KG 1 взяли участь в операції «Паула». У атаці брали участь ще шість бомбардувальних ескадр: KG 2, KG 3, KG 4, KG 30, KG 54 і LG 1. JG 2, JG 53, JG 54, JG 77 і ZG 26 забезпечували супровід бомбардувального угруповання Люфтваффе. Потік німецьких бомбардувальників був помічений над Реймсом-Кулом'є та Камбре. Французька авіація не змогла своєчасно відреагувати на масовий наліт і багато французьких винищувачів не зрозуміли загрози та поринули на перехоплення надто пізно. У небі над Францією розгорнулися великі повітряні бої, але втрати KG 1 невідомі. Постраждало 15 французьких заводів, але лише три зазнали значної шкоди. 254 цивільні особи загинуло, ще 652 дістали поранення.
Частка французьких аеродромів отримала пошкодження, втім, на 13 аеродромах лише 16 французьких літаків було знищено і шість пошкоджено. Було виведено з ладу шість злітно-посадкових смуг, знищено 21 автомобіль. Загинув 21 військовослужбовець. Загалом було знищено 35 французьких літаків. Командир KG 51 Йозеф Каммгубер був збитий і захоплений під час операції «Паула»; пізніше він командував KG 1, хоча лишень протягом п'яти днів. Втрати німецьких бомбардувальників становили тільки чотири одиниці. Було збито шість німецьких винищувачів.
4 червня I. і II. авіаційні групи перемістилися на захоплений французький аеродром Ам'єн-Глізі. III./KG 1 передислокувалася до Лілль–Вандевіль. З 5 по 11 червня II. і III. групи підтримували наступ 4-ї армії в долині Луари та просування німецьких формувань до Гавру в контексті реалізації плану «Рот», другого етапу стратегічного наступу вермахту у Франції. 14 червня I. група атакувала цілі в Орлеані та з 15 по 19 червня 1940 року бомбардувала об'єкти судноплавства в портах Бреста та Шербура. У ніч з 18 на 19 червня III./KG 1 і II. і III./LG 1 розбомбили порт Бордо і наступного дня здійснили 30 вильотів на глибину до 480 кілометрів.
II. і III./KG 1 продовжували методично бомбардувати портову інфраструктуру противника. III. група перемістилася на аеродром Роз'єр-ан-Сантер після того, як 20 червня атакувала цілі поблизу Булоні.

### Битва за Британію
Після перемир'я 22 червня 1940 року авіація Люфтваффе розмістилася на аеродромах уздовж узбережжя Франції, Бельгії та Голландії. Британська відмова капітулювати або домовитися з Німеччиною прискорила наказ Адольфа Гітлера про підготовку до операції «Морський лев», висадку морського десанту до Британії, яке мало відбутися після того, як Люфтваффе забезпечить перевагу в повітрі над Ла-Маншем. Німецький Генеральний штаб Люфтваффе (ОКЛ), отримав від Германа Герінга наказ розпочати масовані атаки на цілі в південній Англії.
Штаб/KG 1 і всі три групи залишилися у складі I повітряного корпусу. Командний підрозділ з 11 червня базувався в Ам'єн-Глізі, де залишався до 13 серпня. Наприкінці червня I. група зосередилася на аеродромі в Мондідьє та Клермонті. З 22 червня її льотчики розпочали нічні вильоти над Сполученим Королівством, щоб перевірити рівень спроможностей нічних винищувачів Винищувального командування Королівських ПС. 4 липня її пілоти здійснили перший політ над Лондоном. II./KG 1 зосередилася на атаках на судноплавство в Ла-Манші. Авіагрупа здійснювала бомбардування важливих промислових об'єктів і аеродромів, етап, який німці називали «Каналкампф» у битві за Британію. III. група було реорганізовано в оперативний навчальний підрозділ, подібний до організацій британської авіації. Цей підрозділ не брав прямої участі в повітряній війні над Британією, хоча його було відправлено для невеликої кількості повітряних нальотів на аеродроми Королівських ПС і промислові цілі в ніч з 17 на 25 серпня. 15 липня він мав 32 «Гейнкелі», з яких 15 були в робочому стані. Штаб/KG 1 мав усі чотири бомбардувальники в строю. I. і II. групи використовували 23 боєздатні літаки з 27 і 29 з 31 відповідно.
5 липня пробні атаки коштували KG 1 перших втрат. Один бомбардувальник II. групи здійснив вимушену посадку в Ам'єні через відмову двигуна. Того ж дня 8-ма ескадрилья втратила збитим He 111, його екіпаж загинув під час бою, коли його перехопив «Спітфайр» 65-ї ескадрильї британської Королівської авіації. Цей екіпаж був першим у KG 1, який загинув у кампанії.
10 липня розпочалася битва за Британію. У цей перший день Королівські повітряні сили направили літаки Бомбардувального командування атакувати аеродроми Люфтваффе у Франції. База II./KG 1 в Ам'єні була атакована 607-ю ескадрильєю RAF. Шість Bristol Blenheim почали атаку в похмуру погоду, але вона мали слабкий захист. Зенітна артилерія знищила п'ять із шести ворожих бомбардувальників, перш ніж німецькі винищувачі змогли втрутитися у бій. Наступного дня 1-ша ескадрилья втратила два бомбардувальники та ще один був серйозно пошкоджений, коли KG 1 спробувала розбомбити Портсмутську морську верф. Формування бомбардувальників було перехоплено «Харрикейнами» і «Спітфаєрами». 12 липня 1940 року KG 1 втратила свого командира Ернста Ексса, який був збитий і зник безвісти. Його місце до 17 липня посідав Йозеф Каммгубер, майбутній командувач німецької нічної авіації. 3 серпня KG 1 відправив невелику кількість «Гейнкелів» на Кент. Бомбардувальники Люфтваффе уникнули перехоплення, і одна бомба влучила в пост Королівського спостережного корпусу в Хайгамі. Наступного дня 7-й, 8-й і 9-й «штаффелі» мали по одному пошкодженому бомбардувальнику з невідомих обставин.
13 серпня битва перейшла вглиб країни з початком операції «Адлертаг». 16 серпня II./KG 1 атакував базу британських ПС Даксфорд. 18 серпня — відомий як «Найважчий день» через великі втрати — KG 1 розбомбила Біггін-Гілл Королівських ПС, у цій атаці від KG 1 діяло 60 He 111. KG 76, що базувалася на аеродромах на північ від Парижа, атакувала авіабазу Кенлі 48 Do 17 та Ju 88 для атаки на низькому ешелоні. Винищувальний супровід забезпечувався JG 3, JG 26, JG 51, JG 52, JG 54 і ZG 26. Німецькі винищувачі отримали наказ діяти в режимі вільного полювання та супроводжувати бомбардувальну авіації від баз до Па-де-Кале. Місія пішла невдало, і KG 76 зазнала великих втрат. KG 1 втратив два бомбардувальники; по одному з 1. і 2. ескадрилей, збитих британською 65-ю ескадрильєю винищувачів. JG 54 завадила 610-й ескадрильї Королівських ПС завдати додаткових втрат, поки KG 1 здійснювала етап бомбардування, але 65-й ескадрильї вдалося перехопити літаки противника, оскільки німецькі винищувачі зав'язли у повітряному бою.
З 17 по 25 серпня II. група проводила нічні операції проти промислових районів. III. група була однією з небагатьох німецьких підрозділів, які здійснили політ 27 серпня 1940 року через погіршення погодних умов. Поблизу Портленда британські Королівські ПС вступили в бій і збили бомбардувальник III./KG 1, яким керував командир групи майор Віллібальд Фанелса, який загинув разом зі своїм екіпажем. 1 вересня 1940 року гауптман Отто Штамс прийняв командування підрозділом. Наступного дня KG 1 брав участь у ранкових повітряних боях і втратив один бомбардувальник на п'ятдесят відсотків пошкоджений після атак 79-ї ескадрильї RAF. 4. «штаффель» втратив один бомбардувальник та двох членів екіпажу загиблими та двох пораненими, коли бомба впала з підвіски під час зльоту та здетонувала.
30 серпня 30 He 111 II./KG 1 націлилися на Royal Aircraft Establishment — британську науково-дослідну установу. У супроводі Messerschmitt Bf 110 група піднялася вгору по гирлу Темзи, але була перехоплена 26 «Харрікейнами» 1-ї, 242-ї і 501-ї ескадрилей. Утім бомбардувальники проникли аж до Лутона, де на завод Vauxhall Motors було скинуто 10 бомб, унаслідок чого було вбито 53 людини і спричинили загалом 113 втрат. Під час повернення до Франції KG 1 втратила п'ять He 111. 5-та ескадрилья зазнала найбільших втрат, чотири літаки, і 6-та ескадрилья втратила один бомбардувальник.
1 і 4 вересня 1940 року I./KG 1 розбомбила доки Тілбері. Один бомбардувальник 6-ї ескадрильї був пошкоджений винищувачами Королівських ПС під час першої хвилі. Майор Людвіг Майєр, командир I групи, загинув у ніч з 4 на 5 вересня. Геррік і П'ю, екіпаж нічного винищувача «Бленхейм», збили Майєра та його екіпаж о 02:15.
7 вересня 1940 Люфтваффе переключило свою увагу на Великий Лондон. Цього ранку лондонський бліц розпочався штурмом міста п'ятьма німецькими бомбардувальними ескадрами — 1, 2, 3, 26 і 76. Bf 110 з ZG 2 і Bf 109 з JG 2, JG 3, JG 51, JG 52, JG 54, I. /JG 77 і I. і II./LG 2 були відправлені супроводжувати їх. KG 53 було додано, коли ще вісім авіаційних груп із 318 He 111 та Do 17 атакували британську столицю. 306 людей загинуло і 1337 отримали поранення в столиці в результаті масованого нальоту німецької авіації, ще 142 людини загинули в передмісті. Два бомбардувальники з 3-ї та 4-ї ескадрилей були втрачені, а командир ескадри Кох був поранений британськими винищувачами. Станом на 7 вересня I. група мала справними 22 з 36 He 111.
9 вересня KG 1 провела найбільший рейд за цей день. Ціллю знову був Фарнборо. II./KG 1 відправила для атаки 26 бомбардувальників за підтримки 20 Bf 110 з ZG 76 і 60 Bf 109 з JG 3. Німецькі літаки прямували на захід, щоб уникнути основного зосередження баз британців у Біггін-Хілл, Кінлі, Кройдон і Нортолт. Атака зненацька не вдалась, і дев'ять ескадрилей Королівських ПС вступили в бій з німецькими силами. Британці пішли в лобову атаку силою близько 70 винищувачів. Bf 110 застосували оборонну тактику «коло Лафбері», і один «штаффель» бомбардувальників скинув свої бомби над Перлі та Епсомом і повернув назад. Бомбардувальники, що втікали, приєдналися до 40 Junkers Ju 88 з KG 30, яких атакували винищувачі 253-ї та 303-ї ескадрильї RAF. KG 30 втратив п'ять бомбардувальників. KG 1 отримав лише три ушкодження He 111 — два з пошкодженнями приблизно на шістдесят відсотків і один — на тридцять п'ять. III./ZG 76 втратила три винищувачі і один пошкоджений, а JG 3 втратила ще трьох, захищаючи KG 1.
11 вересня KG 1 зазнала великих втрат. Під час рейду на Лондон 6./KG 1 зазнав пошкодження одного бомбардувальника, а 3-тя ескадрилья втратила один літак з екіпажем. Ще один екіпаж був втрачений, і третій з штабу/KG 1 — загалом три бомбардувальники було знищено та два пошкоджено. 15 вересня Люфтваффе провело чергові широкомасштабні атаки на Лондон. 1-ша ескадрилья KG 1 повідомила про втрату літака. Зафіксовано, що KG 1 діяв 29 вересня, а також 3-тя і 5-та ескадрильї втратили по одному бомбардувальнику та по одному пошкодженому. Ще один бомбардувальник був втрачений і два пошкоджені внаслідок вимушеної посадки 3 жовтня.
Під час рейду на Лондон в ніч з 4 на 5 жовтня II. група втратила один бомбардувальник збитим і другий пошкодженим. Три Junkers Ju 88, які зараз почали надходити на озброєння KG 1, були знищені внаслідок аварій у наступні дні. Кількість аварій під час нічних операцій залишалася високою. I. і II. групи втратили по одному бомбардувальнику в ніч на 17 жовтня від наземного вогню. 27 і 29 жовтня I./KG 1 продовжувала напади на аеродроми противника, атакуючи авіабази британців у Горшемі-Сент-Фейні, Вест-Рейнгемі. I. група діяла за підтримки III./KG 1 і обидві групи щоночі втрачали бомбардувальник. 29 жовтня II./KG 1 розбомбила аеродроми в районі Норвіча. II. і III. авіаційні групи наприкінці жовтня 1940 року почали масове переозброєння на Ju 88.

#### Бліц: нічні нальоти
Після завершення активної фази битви за Британію Люфтваффе продовжували тиснути на Сполучене Королівство, атакуючи вночі, щоб уникнути винищувачів Королівських ПС. Бліц був серією масштабних атак, спрямованих на британські міста з метою зламати волю цивільного населення і знищити його промислові центри. Масштабний нічний наступ на Британію почався в жовтні 1940 року. Німці використовували навігаційні засоби, такі як Knickebein, X-Gerät і Y-Gerät. Ці системи дозволяли німецьким бомбардувальникам орієнтуватися на міста, розташовані за сотні миль від їхніх баз. Літаки-розвідники KG 55 і Kampfgruppe 100 також використовувалися для наведення потоку бомбардувальників до визначених цілей. Нічні винищувачі Королівських ПС були оснащені радаром перехоплення літаків, але їх було дуже мало.
1/2 листопада 1940 року всі три групи KG 1 брали участь у бомбардуванні Лондона і виконували своє завдання як головна бомбардувальна група тієї ночі (20:00–20:50). KG 76, KG 77, I. і II./LG 1, I./KG 27, 1./KG 54, II./KG 54, KGr 806, I./KG 55, II./KG 55, III. /KG 55 брали участь у бомбардуванні. Цієї ночі інші цілі були атаковані й в інших місцях. KG 1 повернулася до Лондона 4-5 листопада. 5 листопада III. група розбомбила Свонтон Морлі та Вест-Рейнгем. У ніч з 6 на 7 листопада KG 1 брала участь у першій та останній хвилях бомбардування від заходу до світанку. I./KG 1 атакувала місто з 19:30 до 21:15, а II./KG 1 завершила свої атаки між 06:12 і 07:15 ранку. 7 листопада II./KG 1 націлилася на залізничну лінію Бактон–Норвіч. II. група знову бомбила Лондон 7-8 листопада, тоді як 7-ма ескадрилья 8 листопада бомбила Гонінгтон. 9 числа, вранці, KG 1 очолив I. і III./KG 77 для бомбардування Бірмінгема. Це була перша операція KG 1 у Бірмінгемському бліці. Наступної ночі, 9/10 листопада, KG 1 здійснила дві місії, обидві у повному складі, проти цілей у Лондоні.
Вранці 12 листопада I./KG 1 провела п'ять операцій, єдина група KG 1, яка це зробила. Пілоти бомбардували Брайтон, Лондон, Вортінг, Дувр і Горшам. Авіаційна група III./KG 1 зробила те саме 13 листопада, атакуючи Вудфорд у Глостері та Ньютон-Хіт. 14/15 листопада KG 1 у повному складі вилетіла для дуже ефективної атаки на Ковентрі під кодовою назвою операція «Місячна соната» (нім. Unternehmen Mondscheinsonate). І. група здійснила ще три операції: проти Істборна, Ньюгейвена та Рамсгейта. «Пайнтфайндери» з 12 KGr 100 очолювали 437 бомбардувальників з KG 1, KG 3, KG 26, KG 27, KG 55 і LG 1, які скинули 357 т фугасної речовини, 51 т запальної речовини і 127 парашутних мін. Рейд проти Ковентрі був особливо руйнівним і призвів до широкого використання фрази «ковентрувати».
15/16 листопада Лондон знову піддався атаці, коли KG 1 провела повне бомбардування Гастінгса. 16/17 листопада було здійснено дві атаки трьох груп на Лондон, тоді як I./KG 1 знову бомбардувала Бірмінгем і Ковентрі 18/19 листопада. 19/20 і 20/21 листопада KG 1 знову бомбардувала Бірмінгем усіма трьома групами. I. група здійснила другий виліт до британської столиці, тоді як усі три групи атакували аеродром на півночі Лондона. 22/23 листопада KG 1 провела особливо важкі повітряні атаки. Згодом вона залучалася до ще однієї повномасштабної атаки на Бірмінгем та Лондон. Третя операція була проведена проти Портсмута, хоча натомість були уражені Істні та Істлі. Четверта місія була здійснена проти Істборна. 24/24 листопада KG 1 перейшов до бомбардування Брістоля, Бірмінгема та Ковентрі.
27/28 і 28/29 листопада KG 1 провела атаки всіх груп на Плімут і Ліверпуль; Лондон (29/30 листопада), Брістоль (2/3 грудня), Бірмінгем, Лондон (3/4 грудня) I./KG 1, Бірмінгем і Ширнесс (11/12 грудня), Шеффілд і Рамсгейт (12/13 грудня), Лондон (21/22 грудня та 22/23 грудня з I. та III./KG 1 відповідно, Манчестер та Лондон (23/24 грудня). KG 1 знову бомбардувала Лондон 29/30 грудня, у ніч, яку називають Другою великою лондонською пожежею через збитки, завдані Люфтваффе. Тієї ночі 136 літаків скинули на Лондон понад 27 499 запалювальних бомб і понад 100 фугасних тонн бомб, що спричинило пожежу, яка спустошила старе лондонське Сіті.
У січні 1941 року Люфтваффе атакувало порти. У лютому портові цілі стали головним пріоритетом, але планувальники наполегливо наполягали на ударах по містах у внутрішніх регіонах країни. III. група розбомбила Кардіфф і Солсбері 2/3 січня, Дангенс (3/4 січня), Гастінгс (9/10 січня), Портсмут (10/11 січня), Саутгемптон (19/20 січня). III. група завершила січневі операції бомбардуванням Стекфорда, Воша двічі 22 січня, Стечфорда-Маргейта-Гейса та Портсмута 28 січня. 29 і 30 січня 1941 року III. група розбомбила Ньюкасл, а потім Стечфорд і Лондон відповідно.
9-10 лютого від KG 1 діяла III. група при рейдах на Плімут і Бірмінгем. 14-15 лютого штаб і I./KG 1 летіли на удари по Лондону. До півночі 17 листопада Стернфорд і Леомінстер були розбомблені; знову III./KG 1 був єдиним підроздідлом, що залучався від ескадри для льотних операцій. 19/20 лютого KG 1 здійснила масштабну атаку на Саутгемптон, діючи разом з KG 28, а також — проти Брайтона. Портові операції продовжувалися 20/21 числа атакою на Суонсі, Портсмут, Істборн і Кардіфф; 26/27 лютого було проведено наступні масштабні нальоти на об'єкти Брайтона, Кардіффа та Саутгемптона.
KG 1 продовжувала брати участь у бомбардуванні британських міст і цілей і у березні 1941 року. 1 1/2 березня III./KG був розбомблений Кардіфф, а I./KG 1 — 3/4 березня. Саутгемптон бомбили І. і ІІІ. групи 3/4 березня. Лондон був атакований I. групою 8/9 і 9/10 березня і III./KG 1 в останній день. I. і III. групи також бомбардували Портсмут ночами один за одним з 9 на 11 березня. III. група продовжила атаки 12/13 березня проти Ліверпуля, Істборна та Брайтона. 13/14 березня I. та III. авіаційні групи залучалися до бліца у Глазго. III./KG 1 також напала на Маргейт, Грантем і Алтон. 14/15 I./KG 1 бомбардувала Саутгемптон. II./KG 1 завершила нічні операції атакою на Чатем. KG 1 продовжувала підтримувати бомбардування і 18/19 березня вперше здійснив політ у бліц на Галл, тоді як I./KG 1 націлився на авіабазу в Гарвеллі.
У квітні KG 1 почала діяти у ніч з 3-го на 4-те, з атаки третьої групи на Бірмінгем у першу ніч та на Пул наступної. II./KG 1 була найбільш зайнята в ніч з 7 на 8 — бомбардування Ліверпуля, Брістоля та Глазго. В останній операції її підтримувала III./KG 1. З 8/9 по 10/11 квітня KG 1 була зосереджена на ударах по Вест-Мідлендсу; бомбардуванні Ковентрі та Бірмінгема. 15/16 квітня III і II. групи вперше напали на Белфаст у Північній Ірландії. З 16 по 29 квітня Лондон, Ліверпуль і Плімут були головними цілями для всіх трьох груп. У ніч з 19 на 20 квітня, у день 52-го дня народження Адольфа Гітлера, Лондон був атакований 712 літаками, що стало найбільшим зосередженням німецької бомбардувальної авіації за місяць.
У травні, окрім попередніх цілей, KG 1 двічі вилітала проти Грейт-Ярмута, Галла (3/4 травня), Вудлі (4/5 травня) і Ньюкасла 6/7 травня разом з KG 76. З 8–10 травня KG 1 двічі бомбардувала Ноттінгем і Верхній Гейфорд. 11/12 квітня II./KG 1 розбомбила мости Воттон і Саттон. З 19 по 27 травня бомбардуванню піддалися Іпсвіч, Лоустофт, Гарідж, Дувр, Ганстен. Остання бліц-операція KG 1 відбулася 1/2 червня 1941 року, коли II. група брала участь у великій атаці на Манчестер.

### Східний фронт

#### Операція «Барбаросса»
На початку червня 1941 року KG 1 була передислокована у Повунден, Східна Пруссія, в рамках підготовки до операції «Барбаросса». Штаб, II. і III./KG 1 були підпорядковані генералу авіації Гельмуту Ферстеру, командиру I. авіаційного корпусу 1-го повітряного флоту під командуванням генерал-полковника Альфреда Келлера. Стратегічним завданням генерала Келлера визначалося підтримка наступу групи армій «Північ» генерал-фельдмаршала Вільгельма Ріттера фон Лееба , що вторгалася на північному фланзі вермахту на Радянський Союз. Водночас, один підрозділ ескадри, I./KG 1, ще в березні 1941 року було відправлено на тренування з протикорабельної боротьби для подальшої участі в битві за Атлантику. 1 квітня 1941 року її перейменували на I./KG 40.
На момент початку вторгнення II. група мала у строю 27 з 29 Ju 88, а III. група — 29 з 30. У перший день KG 1 разом із KG 76 і KG 77 надавали важливу підтримку з повітря XXXXI моторизованому корпусу генерала Георга-Ганса Райнгардта. Німецькі танкові сили вступили в бій з військами Федора Кузнєцова. Радянські 3-й і 12-й механізовані корпуси рушили, щоб оточити противника у кліщі, коли німці наступали на Шяуляй. Німецька авіація знищила 40 автомашин і танків. Особливо великі втрати зазнали 23-тя танкова дивізія і 12-й механізований корпус. Протягом наступних трьох днів, поки точилася битва, командування флоту було змушено використовувати середні бомбардувальники у безпосередній підтримці наземних військ з повітря, оскільки 1-й флот не мав у своєму складі штурмовиків та пікіруючих бомбардувальників. Отже, всі три бомбардувальні групи зазнали втрату 18 літаків від вогню радянської важкої зенітної артилерії. Келлер був змушений повторити ці операції 28 червня. На південний захід від Риги KG 1 втратив таким чином шість Ju 88. KG 1 було перекинуто на Мітаву, передову базу в районі Даугавпілс — Рига, для підтримки прориву 4-ї танкової армії з Даугавпілського плацдарму. Помітною втратою для KG 1 став командир другої групи Отто Штамс, який був поранений під час бою 27 червня. Штамса замінив Еміль Ендерле.
III. група також брала найактивнішу участь в операціях. З 27 по 28 червня вона бомбила аеродроми Червоної армії у Вентспілсі, Лієпяї, Єлгаві та Ризі. З 1 по 4 липня льотчики бомбили зосередження радянських військ у Єлгаві та у південній Латвії. Після захоплення Єлгави 5 липня авіагрупа перемістилася туди для підтримки атак на аеродроми в Естонії. Група також завдавала ударів по залізничних лініях між озерами Ільмень і Чудським озером. 10 липня група атакувала Лугу. Цього дня з'єднання з KG 1 було перехоплено І-16 154-го винищувального авіаційного полку. Льотчик Сергій Титовка здійснив таранний удар по бомбардувальнику фельдфебеля Пауля Кемпфа. KG 1 повідомила про втрату трьох Ju 88.
II./KG 1 проводила подібні операції; 3 липня вона бомбардувала Ленінград. Пілоти авіаційної групи розширили сферу своїх операцій на Балтійське море та Фінську затоку, атакуючи радянське судноплавство та Балтійський флот. Обидві групи переїхали до Саборівки. 23 липня вони зосередилися на залізничних і автомобільних цілях поблизу Бологого, підтримуючи загальний наступ на Ленінград. Наприкінці серпня командування визначило пріоритетними атаки на радянське судноплавство між Нарвою і Кронштадтом. У вересні атаки на морський транспорт на Ладозькому озері та у Фінській затоці стали основною місією KG 1. KG 1 також активно протидіяло радянській евакуації з Таллінна. 28 серпня KG 77 і KGr 806 потопили пароплав «Віронія» (2026 брт), «Люцерна» (2317 брт), «Атіс Кронвальдс» (1423 брт) і криголам «Кріш'яніс Валдемарс» (2250 брт). Решта радянського флоту була змушена змінити курс і в результаті потрапила на сильно заміновану територію. У результаті 21 радянський військовий корабель, у тому числі п'ять есмінців, наразилися на міни і затонули. 29 серпня на рахунку Ju 88 затонули транспортні кораблі «Вторая пятилетка» (3974 брт), «Калпаки» (2190 брт) і «Ленинградсовет» (1270 брт). Крім того, кораблі «Іван Папанін», «Сауле», «Казахстан» і «Серп і Молот» були пошкоджені пілотами I./KG 4, які також затопили ще три радянські судна. Загинуло близько 5000 радянських військових.
Бомбардувальна ескадра KG 1 також брала активну участь у виконанні традиційній ролі формувань її типу. 16 серпня III./KG 1 Герхарда Бекера атакувала залізничні лінії до Луги. Успіх атаки змусив радянські війська залишити Кінгісепп. З 12 вересня до 9 жовтня II. група була відведена з фронту для переозброєння на Ju 88A-4. Усі літаки, що залишилися, були передані III./KG 1.Коли група армій «Північ» наблизилася до Ленінграда, всі бомбардувальники 1-го повітряного флоту почали бомбардування центру міста: почалася блокада Ленінграда. 8 вересня 27 Ju 88 скинули 6327 запальних бомб, викликавши 183 пожежі. Цілями були склади в Бадаєво, де зберігалися запаси для оточених радянських військ, що обороняли Ленінград, і цивільного населення міста. Знищено цілий запас цукру вагою 2500 тонн. Бомбардування відбувалися цілодобово у спробі знищити місто. Більшість повітряних нальотів було приурочено до ночі через сильний зенітний вогонь і прибуття 5-го, 7-го, 44-го і 191-го винищувальних авіаційних полків Червоної армії.
28 вересня і на початку жовтня підрозділи ескадри діяли проти залізничних ліній поблизу озера Ільмень. 17 жовтня вона переїхала на авіабазу Дно. KG 1 продовжувала виконання місій з блокування або атаках цілей у Тихвіні (29 жовтня), Ярославлі (31 жовтня), Шумах (19 грудня) і Чудово 29 грудня 1941 року. 9 жовтня II. група повернулася в Саборовку і до 13 жовтня бомбила залізничні лінії на південний схід від Ленінграда. 23 числа вона перемістилася в Стару Руссу. 17 грудня її пілоти діяли по цілях біля Большого Двору. Обидві групи завдавали ударів по радянських контрнаступах у районі озера Ільмень до кінця грудня та остаточного провалу «Барбаросси». Ще до кінця року II./KG 1 втратила свого другого командира, Еміля Ендерле, який 3 листопада зник безвісти.

#### 1942
На початок 1942 року II. і III. групи залишалися на північному фланзі німецько-радянського фронту, діючи проти радянських зимових наступів. 2 січня разом з KG 4 її льотчики бомбили льодові дороги та розвантажувальний порт Осиновця. У січні 1942 року KG 1 атакувала цілі в околицях Старої Руси, Холма, а з лютого і до 20 березня — по рубежу річки Волхов. З 26 березня по 3 квітня 1942 року KG 1 здійснювала бомбардування та постачання обложених у Дем'янському мішку німецьких підрозділів. У перший місяць 1942 року 1-й повітряний флот здійснив 3185 бойових вильотів. KG 1. і I./KG 4 здійснили 913 вильоти бомбардувальників по противнику в районі Волхова і 473 в районі Дем'янська. 4 квітня ескадра розпочала операцію «Айштосс» проти Кронштадтської ВМБ та продовжувало підтримувати підрозділи німецької армії, які опинилися в пастці в Холмському «мішку». KG 1 залишалася в основному активною навколо Холма, зокрема в ході Торопецько-Холмської наступальної операції Червоної армії, і на Волховському фронті у квітні та травні 1942 року з спорадичними атаками на озеро Ільмень (22 квітня), Ленінград (24 квітня).
У травні II./KG 1 повернулася до Німеччини на відпочинок, відновлення боєздатності і ремонт техніки. III./KG 1 зберігала невеликий контингент у Пскові, але 21 квітня перелетіла до Інстербурга у Східній Пруссії. Група швидко повернулася і, очевидно, до 30 квітня вже діяла в районі Холма. з 21 травня по 1 червня III. група перебувала у Рожкопольве. До 8 червня група повернулася в Дно з II групою.
I./KG 1 було вдруге відновлено 8 червня в Любек-Бланкензе, але відправлено до Аворда у Франції. З 5 серпня звідти вона здійснювала нічні операції над Великою Британією, включаючи операції з бомбардування Дьєпського рейду канадсько-англійських військ. 3 вересня 1942 року група прибула на Східний фронт. Того ж дня командир ескадри Ганс Кепплер загинув у бою та був замінений на Генріха Лау.
З 22 червня 1942 року II./KG 1 здійснювала бойове патрулювання над Фінською затокою. У липні 1942 року група вирушила до Брянська на ділянку фронту групи армій «Центр». З 10 по 27 липня кілька «штаффелів» залучалися до протитанкових місій. У цей же час, з 11 по 16 липня, вона атакувала залізничні об'єкти та зосередження загальновійськових і танкових сил радянських військ на напрямках Сухиничі, Козельськ і Бєльов. До 20 липня група діяла на річці Пола та з 7 серпня 1942 року боролася з радянськими проривами в боях під Ржевом. Діючи як пожежна підтримка на півночі, група підтримувала операцію «Вірбельвінд»; контрнаступ на схід від Рославля в районі Сухиничів 9—27 серпня. До 20 вересня у групі в строю залишилося 10 Ju 88 з 26 наявних. III./KG 1 повторила ці операції, але трохи довше діяв над Брянськом (7–27 липня) і в операції «Вірбельвінд». У вересні її терміново перекинули на підтримку німецької армії в Дем'янську та на озері Ільмень, а 6 жовтня вона передислокувалася до аеродрому Морозовськ для підтримки групи армій «Південь», що вели наступ на Сталінградському напрямку в ході операції «Блау». 31 жовтня її знову відвели до Східної Пруссії на перегрупування.
До II. групи приєдналася I./KG 1 на південному фланзі фронту, де увійшли під командування VIII повітряного корпусу Вольфрама Фрайгера фон Ріхтгофена. Незабаром I. група повернулася на північ і продовжила дії на знайомому театрі, атакуючи цілі в районі Дем'янського «мішка». Її бойовий стан був кращим, ніж у інших групах ескадри, вона мала у розпорядженні 21 з 33 Ju 88. 7 жовтня обидві групи почали операції над Сталінградом і на Північному Кавказі. 10 жовтня німецькі пілоти атакували Грозний та 16 числа Сталінград, після чого їх перекинули до Орші на центральному напрямку та 3 листопада підпорядкували 1-й авіаційній дивізії. 14 жовтня частина сил KG 1 брала участь у масованому нальоті німецьких бомбардувальників на Сталінград. За 2000 вильотів німці скинули 600 тонн бомб. KG 1 втратив три Ju 88. II./KG 1 було переміщено глибше на південь, коли битва за Кавказ досягла кульмінації. 18 жовтня група бомбила Астрахань, але в той же день її відвели до Орші, як і I./KG 1. Отже, KG 1 пропустив останні етапи битви, яка закінчилася знищенням армій країн Осі під Сталінградом. Тим не менш, II./KG 1 втратив командира авіаційної групи Гайнца Лаубе, який загинув в аварії 8 грудня.
У липні 1942 року I. група повернулася під командування оберстлейтенанта Гельмута Шальке, коли командування прийняв майор Вернер Дальке. На Ржевському напрямку вона була введена в дію в листопаді. 26 листопада 1942 року KG 1 здійснила свій 20 000-й політ. У грудні 1942 року частина брала участь у боях за Великі Луки. З Орші 25 грудня вона перемістилася під Харків і Волченко для зміцнення оборони на Дону. 17 січня 1943 року авіаційну частину вивели з цього району, щоб уникнути захоплення. Під час передислокації її передали IV. повітряному корпусу, у складі якого вона діяла проти піхотних і танкових цілей Червоної армії. Базуючись у Києві, з 5 лютого група брала участь у Третій битві за Харків. Вона також діяла з Полтавської авіабази, перш ніж переміститися на північ, у Колти поблизу Нарви. У ночі з 19 на 21 березня аеродром було розбомблено, в результаті чого було знищено два Ju 88 і чотири пошкоджено. Група бомбардувала цілі навколо Ладозького озера з 23 березня і покинула Радянський Союз до травня 1944 року. II./KG 1 здійснила подібні операції, поки не перелетіла до Кенігсберга для відпочинку та переозброєння з 19 по 30 грудня. Група не поверталася на Східний фронт до червня 1944 року.
III./KG 1 передала свої літаки II. групі, коли 31 жовтня 1942 року вирушала до Східної Пруссії. У січні 1943 року вона повернулася на Східний фронт і діяла тут до липня. Гауптман Вернер Кантер став передостаннім командиром у жовтні 1942 року; він командував підрозділом до першого розформування підрозділу у квітні 1944 року. 9 березня у складі ескадри було створено (Eis)/KG 1. Спеціальна ескадрилья була озброєна Ju 88C і навчена проведенню спеціалізованих операцій зі знищення поїздів. Вона підтримувала групу армій «Північ» до червня 1943 року, поки не була передана 6-му повітряному флоту. У подальшому діяла на Волхові, під Колпіно та Холмом. Її пілоти допомогли німецьким військам утримувати лінію оборони біля Красного Бору після битви під Красним Бором. 2 червня KG 1 розбомбила залізничну станцію в Курську, готуючись до операції «Цитадель»; вона також бомбила Ленінський, Єлець і Воронеж.
Тим часом, керівництво Люфтваффе відстоювало ідею вивільнення своєї бомбардувальної авіації від ролі безпосередньої авіаційної підтримки. 6-му повітряному флоту Роберта Ріттера фон Грайма за підтримки 4-го флоту було виділено сім бомбардувальних ескадр для проведення стратегічного бомбардування — KG 55, KG 3, KG 4, KG 27, KG 51, KG 53 і KG 100. Цілями були завод № 466 у Горькому з 5 % загального виробництва та однією десятою всього виробництва двигунів для винищувачів. Три з п'яти заводів з виробництва кулькових підшипників були враховані, завод синтетичного каучуку в Ярославлі (23 % виробництва) і нафтопереробні заводи разом із металургійними заводами розглядалися як потенційні цілі. Збережені розвідувальні карти показують, що завод сирої нафти та шарикопідшипників у Саратові також розглядався на роль об'єкта атаки. На кінцевому етапі планування було вирішено зосередити основні удари по промисловому виробництву танків і бронетехніки. Потужності в Горькому привернули найбільшу увагу, оскільки вони виробляли 15 % Т-34 і були найбільшим заводом на захід від Уралу. Помилково проектувальники визначили за ціль Державний автомобільний завод № 1 Молотова, найбільший автомобільний завод країни, який виробляв менш небезпечні Т-60 і Т-70. Завод № 112 «Красне Сормово» був під прицілом через виробництво боєприпасів.
3-тя група була єдиним підрозділом KG 1, який узяв участь у масованому бомбардуванні з 5 по 8 червня. 20 червня було розбомблено завод синтетичного каучуку. Група втратила два літаки. Під час повторних атак з 4 по 22 червня всі 50 будівель заводу, 9000 метрів конвеєрів, 5900 одиниць технологічного обладнання та 8000 двигунів було знищено або пошкоджено. Російська влада досі не повідомляє, скільки людей було вбито внаслідок бомбардування противника. Німецькі оцінки часів війни становлять 15 000 людей, але вони не підтверджуються. Через невдалу розвідку та цілевказування атаки на завод імені Молотова вивели з ладу легкий танк Т-70. Приблизно половина радянського виробництва легких танків — 5134 з 9375 у 1942 році — була виготовлена саме там. Завод № 112 випускав танк Т-34, промислові лінії якого мало постраждали від нальотів. Відновлювальні роботи були швидкими і завершені протягом шести тижнів. Також було посилено захист нічних винищувачів і пошукових прожекторів. 18 серпня завод повністю запрацював. У четвертому кварталі 1943 року він перевищив виробничі квоти на 121 %.
З початком операції «Цитадель» III./KG 1 взяла участь у бомбардуваннях позицій Червоної армії, діючи до 13 липня. 14 липня вона рушила до Брянська і атакувала радянську бронетехніку, коли 20 липня в результаті проведення операції «Кутузов» війська Червоної армії прорвалися до Орла. Група затрималася на Східному фронті до 2 серпня 1943 року, коли була виведена. Залишилася тільки 9.(Eis)/KG 1 ескадрилья. 20 липня вона повернулася на Сещинську і з 18 вересня діяв зі Старого Бихова. У жовтні 1943 року допомагала групі армій «Центр» стримувати наступальні операції на Оршу.
III. групу розформували в середині квітня 1944 року. 7. і 8. «штаффелі» перекваліфікувалися в протитанкові авіаційні підрозділи у Фленсбурзі до 12 серпня, а літаки передали 9.(Eis)./KG 1. Лише через місяць групу було реформовано шляхом перейменування в I./KG 100. Вона почала навчання на Heinkel He 177, але більше не діяла. 25 серпня 1944 року її розпустили у Проверені у Східній Пруссії.
II./KG 1 повернулася на фронт під командування IV. повітряного корпусу після служби в Італії та на Середземному морі. Озброєна He 177, бомбардувальна група діяла проти залізничних станцій з червня 1944 року, коли розпочався радянський літній наступ. Рейхсмаршал Герман Герінг віддав наказ застосовувати їх літаки проти танків та діяти як безпосередня авіаційна підтримка. Використання важкого бомбардувальника таким чином було катастрофічним: оберстлейтенант Горст фон Різен неохоче виконував наказ і 26 червня втратив два, 27 червня — ще два і 28 червня п'ятий бомбардувальник. 26 червня вони розбомбили станції в Калінковичах і Гомелі, а також у Великих Луках. Нестача палива змусила командування відкликати групу з фронту та 28 липня розформувати в Брандісі. Льотний персонал був направлений до I./JG 7, які діяли на винищувачах Messerschmitt Me 262. 5 вересня 1944 року її офіційно перейменували на I./JG 7.
У липні 1944 року, у Литві, KG 1 зробила свій останній значний внесок. Її пілоти контратакували радянський наступ на Вільнюс і сповільнювали підготовку до Каунаської операції. Радянська база постачання в Молодечно, на південний схід від Вільнюса, в Мінську, Великих Луках і Новосокольниках неодноразово піддавалася нічним бомбардувальникам. 20 липня фон Різен очолив усі 70 оперативних бомбардувальників He 177 KG 1 у денному нальоті на залізничну станцію Великі Луки. Літаки Різена літали так високо, що радянські винищувачі не могли їх перехопити, і бомбардування спричинило масове руйнування станції та місту без жодних втрат з боку німців. 23 липня екіпажі знову завдали ударів і повідомили про великі пожежі та вибухи після бомбардування Молодечно. KG 1 отримала наказ перервати радянське залізничне сполучення на Люблінському напрямку — щоб стримати Люблінсько-Брестську наступальну операцію. 25 липня He 177 повторили результативні атаки. На річці Буг поблизу Брест-Литовська бомбардувальники знищили штаб радянського 80-го стрілецького корпусу, при цьому загинув командир генерал-майор Рагуля І. Л.. 28 липня KG 1 виконала свою останню бомбардувальну місію у війні, атакуючи зосередження 2-ї гвардійської танкової армії.
I./KG 1 залишалася у французькому Лаоні з квітня по червень 1943 року, перш ніж її перекинули до Італії. З вересня 1943 року льотчики почали навчання на He 177, передавши свої Ju 88 KG 54 і KG 76. До кінця квітня 1944 року в строю залишалося тільки 22 He 177. Командування вважало її боєздатною у такому складі, тому у червні авіагрупу перевели до Східної Пруссії в Проверен і Зераппен. У червні та липні вона атакувала радянські танкові формування і під час однієї місії під командуванням майора Манфреда фон Коссарта ледь не розбомбила ставку Адольфа Гітлера, «Вольфсшанце». 20 серпня 1944 року групу розформували в Брандісі, а особовий склад був направлений до JG 7.

## Командування

### Командири KG 1
- Оберстлейтенант Ульріх Кесслер (1 травня — 19 грудня 1939)
- Оберстлейтенант Ернст Ексс (19 грудня 1939 — 12 липня 1940)
- Оберст Йозеф Каммгубер (12 — 17 липня 1940)
- Генерал-майор Карл Ангерштайн (18 липня 1940 — 1 березня 1942)
- Майор Герберт Лох (2 березня — 30 червня 1942)
- Майор Пітер Шеммель (1 липня — 14 серпня 1942†)
- Майор Ганс Кепплер (15 серпня — 3 вересня 1942†)
- Майор Генріх Гау (4 вересня 1942 — 15 березня 1943)
- Оберстлейтенант Горст фон Різен (17 березня 1943 — 25 серпня 1944)

### Командири I./KG 1
- Оберстлейтенант Роберт Краусс (1 травня — 1 листопада 1939)
- Майор Людвиг Майер (4 листопада 1939 — 5 вересня 1940)
- Оберстлейтенант Герман Кроне (13 вересня — 20 грудня 1940)
- Майор Вальтер Гербольд (20 грудня 1940 — 24 березня 1941)
- Оберстлейтенант Гельмут Шальке (8 червня — 8 липня 1942)
- Оберстлейтенант Вернер Дальке (липень 1942 — 26 червня 1943)
- Майор Гюнтер Гоффман-Лерцер (26 червня 1943 — 17 лютого 1944)
- Майор Манфред фон Коссарт (17 лютого — серпень 1944)

### Командири II./KG 1
- Майор Бенно Кох (1 травня 1939 — 7 вересня 1940)
- Гауптман Отто Штамс (січень — 27 червня 1941)
- Гауптман Еміль Ендерле (червень — 3 листопада 1941†)
- Гауптман Карл-Гайнц Людіке (листопад 1941)
- Майор Герберт Лох (8 січня — серпень 1942)
- Гауптман Гайнц Лаубе (серпень — 8 грудня 1942†)
- Майор Горст фон Різен (21 січня — 17 березня 1943)
- Майор Гюнтер Дорффель (1 квітня — 1 липня 1943)
- Гауптман Клаус Мор (1 липня — 12 серпня 1943)
- Гауптман Мартін Рорданц (вересень 1943 — 25 серпня 1944)

### Командири III./KG 1
- Майор Отто Шнелле (15 грудня 1939 — 10 травня 1940†)
- Майор Гас Штайнвег (10 травня — 22 червня 1940)
- Майор Віллібальд Фанелса (22 червня — 27 серпня 1940)
- Гауптман Гайнц Фішер (1 — 11 квітня 1941)
- Майор Вальтер Левесс-Ліцманн (квітень — жовтень 1941)
- Гауптман Ганс Кепплер (1 листопада 1941 — 19 серпня 1942)
- Гауптман Вернер Кантер (20 серпня 1942 — 1 квітня 1944)
- Гауптман Курт Майер (травень — серпень 1944)

### Командири IV./KG 1
- Гауптман Герберт Лох (10 квітня — 5 травня 1941)
- Гауптман Вернер Дальке (6 травня 1941 — 20 липня 1942)
- Гауптман Гюнтер Гофман-Лерцер (1 серпня — 23 листопада 1942)
- Майор Манфред фон Коссарт (24 листопада 1942 — 4 лютого 1944)
- Майор Зігфрід фон Крамм (5 лютого — 31 серпня 1944)

## Основні райони базування 1-ї бомбардувальної ескадри

### Основні райони базуванняштабуKG 1
| 1 травня — 16 жовтня 1939     | Кольберг          | He 111H         |
| 16 жовтня 1939 — лютий 1940   | Фасберг           | He 111H         |
| лютий — червень 1940          | Гіссен            | He 111H         |
| червень — вересень 1940       | Розьєр-ан-Сантерр | He 111H         |
| вересень 1940 — червень 1941  | Ам'єн-Глізі       | He 111H         |
| червень — липень 1941         | Повунден          | He 111H         |
| липень — серпень 1941         | Псков             | He 111H         |
| серпень — жовтень 1941        | Саборівка         | He 111H         |
| жовтень 1941 — вересень 1942  | Дно               | He 111H, Ju 88A |
| вересень — жовтень 1942       | Сіверська         | Ju 88A          |
| жовтень — листопад 1942       | Морозовська       | Ju 88A          |
| листопад 1942 — травень 1943  | Нойгаузен         | Ju 88A          |
| травень — 25 червня 1943      | П'яченца          | Ju 88A          |
| 25 червня — листопад 1943     | Айраска           | Ju 88A          |
| листопад 1943 — 8 червня 1944 | Бург              | He 177A         |
| 8 червня — 21 липня 1944      | Проверен          | He 177A         |
| 21 липня — серпень 1944       | Зіраппен          | He 177A         |

### Основні райони базування I./KG 1
| 1 травня — 16 жовтня 1939     | Кольберг        | He 111H |
| 16 жовтня 1939 — січень 1940  | Люнебург        | He 111H |
| січень — червень 1940         | Гіссен          | He 111H |
| червень 1940 — січень 1941    | Мондідьє        | He 111H |
| січень — 24 березня 1941      | Ам'єн-Глізі     | He 111H |
| 8 червня — липень 1942        | Ренн            | Ju 88A  |
| липень — листопад 1942        | Дно             | Ju 88A  |
| листопад — грудень 1942       | Вітебськ        | Ju 88A  |
| грудень 1942 — лютий 1943     | Харків-Войченко | Ju 88A  |
| лютий — квітень 1943          | Котли           | Ju 88A  |
| квітень — травень 1943        | Нойгаузен       | Ju 88A  |
| травень — 25 червня 1943      | П'яченца        | Ju 88A  |
| 25 червня — 10 липня 1943     | Айраска         | Ju 88A  |
| 10 липня — липень 1943        | Вітербо         | Ju 88A  |
| липень — листопад 1943        | Айраска         | Ju 88A  |
| листопад 1943 — 2 квітня 1944 | Бург            | He 177A |
| 2 квітня — серпень 1944       | Брандіс         | He 177A |

### Основні райони базування II./KG 1
| вересень — 16 жовтня 1939     | Піннов-Плате      | He 111H         |
| 16 жовтня 1939 — лютий 1940   | Фасберг           | He 111H         |
| лютий — червень 1940          | Кірторф           | He 111H         |
| червень — листопад 1940       | Розьєр-ан-Сантерр | He 111H         |
| листопад 1940 — березень 1941 | Мюнстер-Гандорф   | He 111H, Ju 88A |
| березень — червень 1941       | Розьєр-ан-Сантерр | Ju 88A          |
| червень — липень 1941         | Повунден          | Ju 88A          |
| липень — жовтень 1941         | Саборівка         | Ju 88A          |
| жовтень 1941 — квітень 1942   | Дно               | Ju 88A/C        |
| квітень — червень 1942        | Псков             | Ju 88A/C        |
| червень — липень 1942         | Дно               | Ju 88A/C        |
| липень — вересень 1942        | Брянськ           | Ju 88A/C        |
| вересень — жовтень 1942       | Сіверська         | Ju 88A          |
| жовтень — грудень 1942        | Орша-Південна     | Ju 88A          |
| грудень 1942 — січень 1943    | Уразово           | Ju 88A          |
| січень — квітень 1943         | Нойгаузен         | Ju 88A          |
| квітень — 4 червня 1943       | Гроттальє         | Ju 88A          |
| 4 червня — листопад 1943      | Айраска           | Ju 88A          |
| листопад 1943 — 5 квітня 1944 | Брандіс           | He 177A         |
| 5 квітня — 8 червня 1944      | Бург              | He 177A         |
| 8 червня — серпень 1944       | Проверен          | He 177A         |

### Основні райони базування III./KG 1
| грудень 1939 — 2 лютого 1940    | Бург              | He 111H           |
| 2 лютого — лютий 1940           | Нордгаузен        | He 111H           |
| лютий — червень 1940            | Еттінггаузен      | He 111H           |
| червень — вересень 1940         | Розьєр-ан-Сантерр | He 111H           |
| вересень — жовтень 1940         | Мюнстер-Гандорф   | He 111H, Ju 88A   |
| жовтень 1940 — березень 1941    | Бапом-Гревілле    | Ju 88A            |
| березень — червень 1941         | Амі               | Ju 88A            |
| червень — липень 1941           | Айхвальде         | Ju 88A            |
| липень 1941                     | Єлгава            | Ju 88A            |
| липень — серпень 1941           | Псков             | Ju 88A            |
| серпень — жовтень 1941          | Саборівка         | Ju 88A            |
| жовтень 1941 — квітень 1942     | Дно               | Ju 88A            |
| квітень — червень 1942          | Псков             | Ju 88A            |
| червень — вересень 1942         | Дно               | Ju 88A            |
| вересень — жовтень 1942         | Сіверська         | Ju 88A            |
| жовтень — листопад 1942         | Морозовська       | Ju 88A            |
| листопад 1942 — січень 1943     | Нойгаузен         | Ju 88A            |
| січень — травень 1943           | Дно               | Ju 88A            |
| травень — серпень 1943          | Орел-Західний     | Ju 88A            |
| серпень — вересень 1943         | Сєщинська         | Ju 88A            |
| вересень — жовтень 1943         | Старий Бихів      | Ju 88A            |
| жовтень — листопад 1943         | Орша-Південна     | Ju 88A            |
| листопад 1943 — 24 березня 1944 | Фленсбург         | Ju 88A/C, He 177A |
| травень — серпень 1944          | Фасберг           | He 177A           |

### Основні райони базування IV./KG 1
| 16 серпня 1940 — 16 червня 1942 | Мюнстер-Гандорф      | He 111H, Ju 88A |
| 17 червня — 8 серпня 1942       | Старий Бихів         |                 |
| 8 — 23 серпня 1942              | Рига-Спільве         |                 |
| 24 серпня 1942 — січень 1944    | Шяуляй               | Ju 88A          |
| січень — 31 серпня 1944         | Нойбург-ан-дер-Донау | Ju 88A, He 177A |

## Список кавалерів Лицарського хреста Залізного хреста KG 1
Позначення
| Ім'я                    | Звання          | Підрозділ  | Лицарського хреста | Лицарського хреста з дубовим листям | Прим. |
| ----------------------- | --------------- | ---------- | ------------------ | ----------------------------------- | ----- |
| Карл Ангерштайн         | оберст          | штаб./KG 1 | 2 листопада 1940   |                                     |       |
| Отто Едлер фон Балласко | оберлейтенант   | 9./KG 1    | 13 серпня 1942     |                                     |       |
| Вольфганг Брюкнер†      | оберлейтенант   | 3./KG 1    | 1 березня 1944     |                                     |       |
| Ральф Гарт              | лейтенант       | 9./KG 1    | 15 жовтня 1942     |                                     |       |
| Ганс Кепплер            | майор           | III./KG 1  | 20 серпня 1942     |                                     |       |
| Бенно Кош               | оберстлейтенант | II./KG 1   | 1 жовтня 1940      |                                     |       |
| Адольф Краус†           | оберфельдфебель | 4./KG 1    | 25 листопада 1942  |                                     |       |
| Едуард Ліндінгер        | фельдфебель     | 7./KG 1    | 9 грудня 1942      |                                     |       |
| Герберт Лорх†           | майор           | II./KG 1   | 5 січня 1943       |                                     |       |
| Курт Мевіссен           | унтерофіцер     | 10./KG 1   | 19 вересня 1942    |                                     |       |
| Міхаель Герман†         | гауптман        | 10./KG 1   | 9 жовтня 1943      |                                     |       |
| Гельмут Шпрунг          | лейтенант       | 7./KG 1    | 12 листопада 1943  |                                     |       |
| Отто Штамс              | гауптман        | II./KG 1   | 1 серпня 1941      |                                     |       |
| Ганс Зумпф†             | оберлейтенант   | 5./KG 1    | 29 березня 1942    |                                     |       |
| Еріх Тегер              | оберлейтенант   | 7./KG 1    | 2 жовтня 1942      |                                     |       |
| Віллі Чернінг           | оберфельдфебель | 9./KG 1    | 18 листопада 1944  |                                     |       |
| Ганс-Йоахім Вільгельм   | оберлейтенант   | 9./KG 1    | 29 жовтня 1944     |                                     |       |
| Рудольф Вінерл          | оберфельдфебель | 4./KG 1    | 18 квітня 1943     |                                     |       |